# Associazione Sportiva Roma 1978-1979
Questa voce raccoglie le informazioni riguardanti l'Associazione Sportiva Roma nelle competizioni ufficiali della stagione 1978-1979.

## Stagione

Il direttore sportivo Luciano Moggi tra due neoacquisti della stagione: l'esperto Luciano Spinosi (a sinistra), di ritorno a Roma dopo otto anni, e il giovane Roberto Pruzzo (a destra).

L'estate 1978 è animata dall'acquisto da parte della Roma del bomber del Genoa Roberto Pruzzo (ottenuto alla cifra di tre miliardi di lire più i cartellini di Musiello e Bruno Conti, quest'ultimo ceduto in prestito), nonché dall'introduzione del merchandising, ovvero la vendita dei prodotti legati alla squadra, che porta alla creazione di un nuovo logo a forma di lupetto stilizzato.
Nonostante le ambizioni la Roma parte male in campionato totalizzando un punto nelle prime tre gare. La prima vittoria, maturata in casa con il Bologna nella gara che segna il rientro di Francesco Rocca, non fa decollare la squadra che, dopo aver perso contro il Catanzaro prima e il Torino poi, vede l'esonero di Gustavo Giagnoni (il quale era già in rotta con alcuni giocatori) in favore di Ferruccio Valcareggi, assistito dall'allenatore della Primavera Giorgio Bravi.
Concluso il girone di andata al dodicesimo posto, la Roma continua a navigare nelle posizioni basse della classifica rimanendo vicina alla zona retrocessione: in particolare, a cavallo tra febbraio e marzo rimedia tre sconfitte consecutive (tra cui quella nel derby con la Lazio, sfociato in rissa e incidenti sugli spalti) che la avvicinano pericolosamente al terzultimo posto, valido per la retrocessione. Grazie tuttavia a una vittoria sofferta con l'Inter e, soprattutto, a un pareggio per 2-2 nello scontro diretto con l'Atalanta, la Roma ottiene in extremis la salvezza. All'indomani della conclusione del campionato Anzalone decide di cedere la società a Dino Viola, già membro del consiglio d'amministrazione della società.

## Divise

Il presidente Gaetano Anzalone presenta nell'estate 1978 la rinnovata brand identity romanista

Nel girone di andata lo sponsor tecnico è Adidas, mentre nel girone di ritorno è Pouchain.
La divisa primaria della Roma nel girone di andata è costituita da maglia arancione con colletto a polo rosso, pantaloncini e calzettoni rossi, mentre nel girone di ritorno viene usata una maglia rossa con collo a V bianco, maniche bianche e decorazioni gialle e arancioni, pantaloncini bianchi e calzettoni bianchi decorati con giallo rosso e arancione. In trasferta la Lupa usa nel girone di andata una maglia rossa con colletto a polo giallo, pantaloncini bianchi e calzettoni rossi bordati di giallo, nel girone di ritorno viene usato un kit simile alla home tuttavia con il body della maglia a preminenza bianca. Nel girone di andata, in alcune partite in trasferta, viene usata anche una divisa formata da maglia bianca con colletto a polo giallorosso, pantaloncini bianchi e calzettoni bianchi decorati di giallorosso.
I portieri hanno due divise: la prima è formata da maglia rossa con colletto a polo, pantaloncini neri e calzettoni bianchi, la seconda è costituita da maglia grigia con colletto a polo abbinata agli stessi calzettoni e calzoncini.
| Casa fino all'11ª giornata | Casa dalla 12ª giornata | Trasferta fino all'11ª giornata | Trasferta dalla 12ª giornata | Terza divisa fino all'11ª giornata | 1ª div. portiere | 2ª div. portiere |

## Organigramma societario
Di seguito l'organigramma societario.
Area direttiva
- Presidente: Gaetano Anzalone

Area tecnica
- Direttore sportivo: Luciano Moggi
- Allenatore: Gustavo Giagnoni, da novembre Ferruccio Valcareggi
- Allenatore in seconda: Giorgio Bravi, da novembre

Area sanitaria
- Medico sociale: Ernesto Alicicco
- Massaggiatore: Roberto Minaccioni

## Rosa
Di seguito la rosa.
| N. |                   | Ruolo | Calciatore                  |
| -- | ----------------- | ----- | --------------------------- |
|    | Italia (bandiera) | P     | Paolo Conti                 |
|    | Italia (bandiera) | P     | Fernando Orsi               |
|    | Italia (bandiera) | P     | Franco Tancredi             |
|    | Italia (bandiera) | D     | Giacomo Chinellato          |
|    | Italia (bandiera) | D     | Franco Peccenini            |
|    | Italia (bandiera) | D     | Francesco Rocca             |
|    | Italia (bandiera) | D     | Sergio Santarini (capitano) |
|    | Italia (bandiera) | D     | Luciano Spinosi             |
|    | Italia (bandiera) | C     | Walter Allievi              |
|    | Italia (bandiera) | C     | Loris Boni                  |
|    | Italia (bandiera) | C     | Paolo Borelli               |
|    | Italia (bandiera) | C     | Michele De Nadai            |

| N. |                   | Ruolo | Calciatore             |
| -- | ----------------- | ----- | ---------------------- |
|    | Italia (bandiera) | C     | Giancarlo De Sisti     |
|    | Italia (bandiera) | C     | Agostino Di Bartolomei |
|    | Italia (bandiera) | C     | Paolo Giovannelli      |
|    | Italia (bandiera) | C     | Massimo Lattuca        |
|    | Italia (bandiera) | C     | Domenico Maggiora      |
|    | Italia (bandiera) | C     | Pietro Sbaccanti       |
|    | Italia (bandiera) | C     | Roberto Scarnecchia    |
|    | Italia (bandiera) | A     | Walter Casaroli        |
|    | Italia (bandiera) | A     | Paolo Alberto Faccini  |
|    | Italia (bandiera) | A     | Roberto Pruzzo         |
|    | Italia (bandiera) | A     | Guido Ugolotti         |

## Calciomercato
Di seguito il calciomercato.
| Acquisti | Acquisti        | Acquisti | Acquisti             |
| R.       | Nome            | da       | Modalità             |
| -------- | --------------- | -------- | -------------------- |
| D        | Luciano Spinosi | Juventus | definitivo           |
| C        | Walter Allievi  | Seregno  | definitivo           |
| A        | Roberto Pruzzo  | Genoa    | definitivo (3 mld £) |

| Cessioni | Cessioni              | Cessioni       | Cessioni   |
| R.       | Nome                  | a              | Modalità   |
| -------- | --------------------- | -------------- | ---------- |
| D        | Leonardo Menichini    | Catanzaro      | definitivo |
| C        | Guglielmo Bacci       | Sambenedettese | definitivo |
| C        | Massimo Berdini       | Omegna         | definitivo |
| C        | Bruno Conti           | Genoa          | prestito   |
| C        | Angelo Paolanti       | Pro Cavese     | definitivo |
| C        | Gesualdo Piacenti     | Pescara        | prestito   |
| A        | Giuliano Musiello     | Genoa          | definitivo |
| A        | Giannantonio Sperotto | Reggiana       | definitivo |

## Risultati

### Serie A

#### Girone di andata
| Arbitro: | Michelotti (Parma) |

|                    |           |            |
| Calloni 53’ (rig.) | Marcatori | 80’ Pruzzo |

| Arbitro: | Agnolin (Bassano del Grappa) |

|  |           |                                           |
|  | Marcatori | 15’ Maldera 38’ (rig.), 61’ (rig.) Chiodi |

| Arbitro: | Mattei (Macerata) |

|                |           |  |
| Pellegrini 69’ | Marcatori |  |

| Arbitro: | Bergamo (Livorno) |

|                         |           |  |
| De Nadai 18’ Pruzzo 54’ | Marcatori |  |

| Arbitro: | Lo Bello (Siracusa) |

|                  |           |  |
| Rocca 46’ (aut.) | Marcatori |  |

| Arbitro: | Reggiani (Bologna) |

|  |           |                        |
|  | Marcatori | 40’ Graziani 84’ Pecci |

| Roma 12 novembre 1978, ore 14:30 7ª giornata | Lazio                | 0 – 0 referto | Roma | Stadio Olimpico di Roma (circa 70.000 spett.)\| Arbitro: \| Barbaresco (Cormons) \| |
| Arbitro:                                     | Barbaresco (Cormons) |               |      |                                                                                     |

| Roma 19 novembre 1978, ore 14:30 8ª giornata | Roma             | 0 – 0 referto | Perugia | Stadio Olimpico di Roma (circa 65.000 spett.)\| Arbitro: \| Casarin (Milano) \| |
| Arbitro:                                     | Casarin (Milano) |               |         |                                                                                 |

| Arbitro: | Pieri (Genova) |

|          |           |  |
| Rossi 8’ | Marcatori |  |

| Arbitro: | Lops (Torino) |

|                         |           |              |
| Ugolotti 72’ Pruzzo 81’ | Marcatori | 51’ De Ponti |

| Arbitro: | Mattei (Macerata) |

|                        |           |  |
| Galdiolo 71’ Sella 79’ | Marcatori |  |

| Arbitro: | Bergamo (Livorno) |

|                   |           |  |
| Di Bartolomei 36’ | Marcatori |  |

| Arbitro: | Menicucci (Firenze) |

|            |           |            |
| Pruzzo 21’ | Marcatori | 32’ Muraro |

| Arbitro: | Lops (Torino) |

|                                |           |  |
| Santarini 33’ (aut.) Rocca 49’ | Marcatori |  |

| Arbitro: | Lapi (Firenze) |

|                   |           |  |
| Di Bartolomei 81’ | Marcatori |  |

#### Girone di ritorno
| Arbitro: | D'Elia (Salerno) |

|                   |           |  |
| Ugolotti 42’, 43’ | Marcatori |  |

| Arbitro: | Milan (Treviso) |

|                      |           |  |
| Antonelli 82’ (rig.) | Marcatori |  |

| Roma 11 febbraio 1979, ore 15:00 18ª giornata | Roma           | 0 – 0 referto | Napoli | Stadio Olimpico di Roma (circa 60.000 spett.)\| Arbitro: \| Pieri (Genova) \| |
| Arbitro:                                      | Pieri (Genova) |               |        |                                                                               |

| Arbitro: | Casarin (Milano) |

|            |           |                              |
| Cresci 83’ | Marcatori | 22’ Pruzzo 30’ Di Bartolomei |

| Arbitro: | Reggiani (Bologna) |

|                          |           |                      |
| Di Bartolomei 22’ (rig.) | Marcatori | 5’, 44’, 69’ Palanca |

| Arbitro: | Lapi (Firenze) |

|          |           |  |
| Sala 54’ | Marcatori |  |

| Arbitro: | Menicucci (Firenze) |

|                    |           |                                |
| Cordova 17’ (aut.) | Marcatori | 58’ (aut.) De Sisti 88’ Nicoli |

| Arbitro: | Barbaresco (Cormons) |

|                      |           |                |
| Peccenini 22’ (aut.) | Marcatori | 90+1’ Ugolotti |

| Arbitro: | D'Elia (Salerno) |

|                             |           |  |
| Pruzzo 9’ Ugolotti 19’, 36’ | Marcatori |  |

| Avellino 8 aprile 1979, ore 15:30 25ª giornata | Avellino           | 0 – 0 referto | Roma | Stadio Partenio\| Arbitro: \| Michelotti (Parma) \| |
| Arbitro:                                       | Michelotti (Parma) |               |      |                                                     |

| Arbitro: | Pieri (Genova) |

|                   |           |            |
| Di Bartolomei 51’ | Marcatori | 61’ Amenta |

| Arbitro: | Mattei (Macerata) |

|                                       |           |            |
| Bettega 6’ Fanna 69’, 80’ Benetti 90’ | Marcatori | 59’ Pruzzo |

| Arbitro: | Bergamo (Livorno) |

|                      |           |                         |
| Altobelli 70’ (rig.) | Marcatori | 27’ Pruzzo 35’ De Nadai |

| Arbitro: | Michelotti (Parma) |

|                                |           |                            |
| Vavassori 5’ (aut.) Pruzzo 61’ | Marcatori | 20’ Bertuzzo 32’ Prandelli |

| Ascoli Piceno 13 maggio 1979, ore 16:00 30ª giornata | Ascoli         | 0 – 0 referto | Roma | Stadio Cino e Lillo Del Duca\| Arbitro: \| Pieri (Genova) \| |
| Arbitro:                                             | Pieri (Genova) |               |      |                                                              |

### Coppa Italia

#### Primo turno
| Arbitro: | Paparesta (Bari) |

|                 |           |          |
| Pruzzo 47’, 64’ | Marcatori | 36’ Moro |

| Arbitro: | Lops (Torino) |

|  |           |                   |
|  | Marcatori | 21’ Di Bartolomei |

| Arbitro: | Lapi (Firenze) |

|                               |           |                                          |
| Di Bartolomei 28’, 61’ (rig.) | Marcatori | 46’ Montesano 81’ Doto 87’ Franceschelli |

| Arbitro: | D'Elia (Salerno) |

|                                         |           |            |
| Quagliozzi 2’ Brugnera 23’ Gattelli 82’ | Marcatori | 36’ Pruzzo |

## Statistiche

### Statistiche di squadra
Di seguito le statistiche di squadra.
| Competizione | Punti | In casa | In casa | In casa | In casa | In casa | In casa | In trasferta | In trasferta | In trasferta | In trasferta | In trasferta | In trasferta | Totale | Totale | Totale | Totale | Totale | Totale | DR |
| Competizione | Punti | G       | V       | N       | P       | Gf      | Gs      | G            | V            | N            | P            | Gf           | Gs           | G      | V      | N      | P      | Gf     | Gs     | DR |
| ------------ | ----- | ------- | ------- | ------- | ------- | ------- | ------- | ------------ | ------------ | ------------ | ------------ | ------------ | ------------ | ------ | ------ | ------ | ------ | ------ | ------ | -- |
| Serie A      | 26    | 15      | 6       | 5       | 4       | 17      | 15      | 15           | 2            | 5            | 8            | 7            | 17           | 30     | 8      | 10     | 12     | 24     | 32     | -8 |
| Coppa Italia |       | 2       | 1       | 0       | 1       | 4       | 4       | 2            | 1            | 0            | 1            | 2            | 3            | 4      | 2      | 0      | 2      | 6      | 7      | -1 |
| Totale       |       | 17      | 7       | 5       | 5       | 21      | 19      | 17           | 3            | 5            | 9            | 9            | 20           | 34     | 10     | 10     | 14     | 30     | 39     | -9 |

### Andamento in campionato
| Giornata  | 1 | 2  | 3  | 4  | 5  | 6  | 7  | 8  | 9  | 10 | 11 | 12 | 13 | 14 | 15 | 16 | 17 | 18 | 19 | 20 | 21 | 22 | 23 | 24 | 25 | 26 | 27 | 28 | 29 | 30 |
| --------- | - | -- | -- | -- | -- | -- | -- | -- | -- | -- | -- | -- | -- | -- | -- | -- | -- | -- | -- | -- | -- | -- | -- | -- | -- | -- | -- | -- | -- | -- |
| Luogo     | T | C  | T  | C  | T  | C  | T  | C  | T  | C  | T  | C  | C  | T  | C  | C  | T  | C  | T  | C  | T  | C  | T  | C  | T  | C  | T  | T  | C  | T  |
| Risultato | N | P  | P  | V  | P  | P  | N  | N  | P  | V  | P  | V  | N  | P  | V  | V  | P  | N  | V  | P  | P  | P  | N  | V  | N  | N  | P  | V  | N  | N  |
| Posizione | 5 | 10 | 15 | 10 | 12 | 14 | 13 | 13 | 14 | 11 | 12 | 12 | 12 | 12 | 12 | 12 | 12 | 12 | 10 | 11 | 12 | 13 | 13 | 12 | 12 | 10 | 11 | 11 | 10 | 12 |

Legenda:

Luogo: C = Casa; T = Trasferta. Risultato: V = Vittoria; N = Pareggio; P = Sconfitta.

### Statistiche dei giocatori
Desunte dai tabellini de L'Unità e de La Stampa.
| Giocatore        | Serie A  | Serie A | Coppa Italia | Coppa Italia | Totale   | Totale |
| Giocatore        | Presenze | Reti    | Presenze     | Reti         | Presenze | Reti   |
| ---------------- | -------- | ------- | ------------ | ------------ | -------- | ------ |
| P. Conti         | 30       | -32     | 4            | -7           | 34       | -39    |
| F. Orsi          | -        | -       | -            | -            | -        | -      |
| F. Tancredi      | 1        | 0       | 0            | 0            | 1        | 0      |
| G. Chinellato    | 22       | 0       | 4            | 0            | 26       | 0      |
| F. Peccenini     | 22       | 0       | 3            | 0            | 25       | 0      |
| F. Rocca         | 17       | 0       | -            | -            | 17       | 0      |
| S. Santarini     | 24       | 0       | 4            | 0            | 28       | 0      |
| L. Spinosi       | 21       | 0       | 4            | 0            | 25       | 0      |
| W. Allievi       | 2        | 0       | -            | -            | 2        | 0      |
| L. Boni          | 16       | 0       | 4            | 0            | 20       | 0      |
| P. Borelli       | 14       | 0       | -            | -            | 14       | 0      |
| M. De Nadai      | 26       | 2       | 4            | 0            | 30       | 2      |
| G. De Sisti      | 25       | 0       | 4            | 0            | 29       | 0      |
| A. Di Bartolomei | 28       | 5       | 4            | 3            | 32       | 8      |
| P. Giovannelli   | 9        | 0       | -            | -            | 9        | 0      |
| M. Lattuca       | 1        | 0       | -            | -            | 1        | 0      |
| D. Maggiora      | 25       | 0       | 4            | 0            | 29       | 0      |
| P. Sbaccanti     | 0        | 0       | -            | -            | 0        | 0      |
| R. Scarnecchia   | 12       | 0       | 3            | 0            | 15       | 0      |
| W. Casaroli      | 10       | 0       | 4            | 0            | 14       | 0      |
| P.A. Faccini     | -        | -       | -            | -            | -        | -      |
| R. Pruzzo        | 29       | 9       | 4            | 3            | 33       | 12     |
| G. Ugolotti      | 22       | 6       | 1            | 0            | 23       | 6      |

## Giovanili

### Piazzamenti
- Primavera:
  - Campionato Primavera: ?
  - Coppa Italia Primavera: ?
  - Torneo di Viareggio: quarti di finale

### Videografia
- Manuela Romano (a cura di), La storia della A.S. Roma (10 DVD-Video), Corriere dello Sport, Rai Trade, 2006.